# Carlos Pachamé
Carlos Pachamé (Fortín Olavarría, Buenos Aires, 25 de febrero de 1944) es un exjugador de fútbol y entrenador argentino.
Jugaba de centrocampista defensivo haciendo su debut en Estudiantes de la Plata, club con el cual jugó y ganó las sucesivas Copas Libertadores 1968, 1969 y 1970, la Copa Interamericana 1969 y la Copa Intercontinental 1968. En aquel equipo, sus compañeros en el mediocampo fueron Carlos Bilardo y Eduardo Flores.
Jugó en la selección nacional y en Boca Juniors. Posteriormente se desempeñó en Quilmes, Lanús, Deportivo Independiente Medellín y en Rochester Lancers.
Desde 2004, y después de una larga carrera como entrenador, ocupa el cargo de coordinador de divisiones juveniles en Estudiantes de Buenos Aires.

## Trayectoria
Tras su retiro, en 1980, Pachamé se convirtió en entrenador. Con Pachamé, la selección Argentina sub-20 logró el segundo puesto de la Copa Mundial de Fútbol Juvenil de 1983. Fue ayudante de campo mientras Carlos Bilardo era entrenador de la selección de Argentina, ganó la Copa Mundial de 1986 en México y el segundo lugar en la Copa Mundial de 1990 en Italia.
Logró el ascenso a Primera A con el Club Atlético Temperley en el año 1982 tras ganar la final al Club Atlético Atlanta en cancha de Huracán.

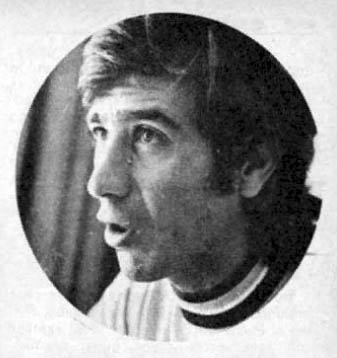
Retrato año 1973
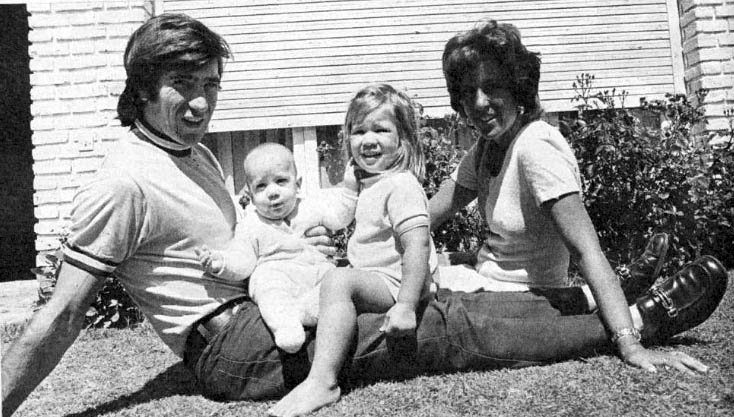
Familia Pachamé año 1973

### Como jugador
| Club                    | País           | Año       |
| ----------------------- | -------------- | --------- |
| Estudiantes de La Plata | Argentina      | 1963-1972 |
| Boca Juniors            | Argentina      | 1972-1973 |
| Estudiantes de La Plata | Argentina      | 1974-1976 |
| Quilmes                 | Argentina      | 1977      |
| Lanus                   | Argentina      | 1977-1978 |
| Independiente Medellín  | Colombia       | 1978-1979 |
| Rochester Lancers       | Estados Unidos | 1979-1980 |

### Como ayudante de campo
| Club                | País      | Año       |
| ------------------- | --------- | --------- |
| Selección Argentina | Argentina | 1983-1990 |

### Como entrenador
| Club                        | País           | Año       |
| --------------------------- | -------------- | --------- |
| Argentino de Quilmes        | Argentina      | 1980      |
| Estudiantes de La Plata     | Argentina      | 1981      |
| Temperley                   | Argentina      | 1982      |
| Argentina sub-20            | Argentina      | 1982-1989 |
| Argentina sub-17            | Argentina      | 1985-1986 |
| Argentina sub-17            | Argentina      | 1988-1989 |
| Avispa Fukuoka              | Japón          | 1997      |
| Arabia Saudita sub-20       | Arabia Saudita | 2000-2003 |
| Estudiantes de Buenos Aires | Argentina      | 2003      |
| Estudiantes de La Plata     | Argentina      | 2004      |
| Al-Shabab                   | Arabia Saudita | 2007-2008 |

### Otros cargos
| Club                        | País      | Año       | Cargo                       |
| --------------------------- | --------- | --------- | --------------------------- |
| Estudiantes de Buenos Aires | Argentina | 2004-     | Director del fútbol juvenil |
| Estudiantes de La Plata     | Argentina | 2011-2012 | Director del fútbol juvenil |

## Palmarés

### Como jugador

#### Campeonatos nacionales
| Título                   | Equipo                  | País      | Temporada |
| ------------------------ | ----------------------- | --------- | --------- |
| Campeonato Metropolitano | Estudiantes de La Plata | Argentina | 1967      |

#### Campeonatos internacionales
| Título                | Equipo                  | Sede       | Temporada |
| --------------------- | ----------------------- | ---------- | --------- |
| Copa Libertadores     | Estudiantes de La Plata | Montevideo | 1968      |
| Copa Intercontinental | Estudiantes de La Plata | Mánchester | 1968      |
| Copa Libertadores     | Estudiantes de La Plata | La Plata   | 1969      |
| Copa Interamericana   | Estudiantes de La Plata | Montevideo | 1969      |
| Copa Libertadores     | Estudiantes de La Plata | Montevideo | 1970      |

### Como ayudante de campo

#### Campeonatos internacionales
| Título                  | Club                   | Sede   | Año  |
| ----------------------- | ---------------------- | ------ | ---- |
| Copa Mundial de la FIFA | Selección de Argentina | México | 1986 |

#### Otros logros
- Subcampeón de la Copa Mundial de la FIFA 1990.

### Como entrenador
| Título        | Club             | Sede  | Año  |
| ------------- | ---------------- | ----- | ---- |
| Juegos Odesur | Argentina sub-19 | Chile | 1986 |

#### Otros logros
- Ascenso a la Primera División con Temperley en 1982.
- Subcampeón de la Copa Mundial de Fútbol Juvenil de 1983.